# Aspidistra omeiensis
Aspidistra omeiensis là một loài thực vật có hoa trong họ Măng tây. Loài này được Z.Y.Zhu & J.L.Zhang mô tả khoa học đầu tiên năm 1981.